# Shego
(Shego, riferita a ogni piano di Drakken)
Shego è un personaggio immaginario, antagonista della serie animata statunitense Kim Possible.
È doppiata in lingua originale da Nicole Sullivan e in italiano da Laura Lenghi.
Shego è una mercenaria che lavora a pagamento per gli altri cattivi della serie, in particolar modo per il Dottor Drakken, assieme al quale è l'antagonista più ricorrente e più amata dai fan dello show.
Sebbene mostrata in chiave negativa, Shego è uno dei personaggi più apprezzati dai fan e appare nella maggior parte degli episodi della serie.

## Caratteristiche

### Personalità
Shego, a differenza degli altri avversari di Kim Possible, non è affetta da megalomania o narcisismo e generalmente appare come una persona seria, matura e dai gusti sofisticati. La maggior parte delle volte il suo comportamento appare perfettamente sensato e razionale, ma in certe circostanze si dimostra estremamente volubile, irascibile ed insofferente; in particolare quando pensa che una persona sia fastidiosa, stupida o sessista. Si dimostra anche particolarmente insofferente agli sprechi di qualunque tipo, che siano essi di energia, di tempo o di soldi. Shego è sarcastica, pungente e spesso offende gratuitamente coloro a cui parla; ma come spiegato da Hego, ella non lo fa apposta, ma le viene naturale poiché la sua è: «una bocca eccentrica, intelligente e pungente; troppo incline a enfasi violenta».
A parte tutto ciò, Shego è molto permalosa e tende a diventare acida e irascibile quando è qualcun altro a rivolgerle osservazioni critiche, specialmente se maschio.
Questa apparente noncuranza dei sentimenti altrui, come pure la sua apparente mancanza di scrupoli morali, suggerisce che Shego possa avere disturbi di personalità antisociale, e dunque la sua insorgenza potrebbe essere causa delle circostanze piuttosto che del suo carattere. Seppur solitamente antisociale e apatica, in molte occasioni Shego si dimostra una grande stratega sociale, particolarmente abile nella mediazione, nell'insegnamento e nella seduzione (anche se per fini lavorativi o lucrativi in tutti e tre i casi).
Shego è estremamente professionale ed efficiente sul lavoro, ma spesso appare immotivata e priva di ambizione a causa del suo atteggiamento critico nei confronti stessi della struttura della società non criminale, in certe circostanze sembra non avere obiettivi a parte essere pagata così da potersi permettere una vita da "eterna turista", dividendo il suo tempo libero tra la lettura di "riviste per malvagi", riviste di moda, viaggi in località esotiche, giornate sulla spiaggia ad abbronzarsi e le visite a località termali o a massaggiatori personali. Shego non avvia mai imprese per conto suo, ma preferisce aiutare gli altri come rinforzo o infiltrata; inoltre, pur essendo estremamente scaltra e dotata di grandi capacità organizzative, abusa più spesso della forza fisica o dell'intimidazione ed è una dei pochi antagonisti a non essersi mai servita di gadget ad alta tecnologia per affrontare una battaglia. I suoi successi e le sue capacità la portano ad essere molto stimata nell'ambito criminale del mondo di Kim Possible, tuttavia essa dimostra di non stimare nessuno in alcun modo né nel mondo criminale né in quello ordinario.
Shego sa essere anche molto dolce, gentile e apprensiva, ma raramente si mostra così, e, seppur perfida per definizione, ha dimostrato di avere diverse sfumature di bontà autentica nel suo carattere, tanto che verso la quarta stagione sembra oscillare tra la cattiva strada e la redenzione. Essa ha espresso più volte preoccupazione per la crudeltà verso gli animali da parte di alcuni suoi colleghi e al pensiero di rubare la sedia a rotelle di un ragazzo disabile ha affermato considerarla una "bassezza" anche per cattivi del calibro di Drakken. Inoltre viene rivelata essere in possesso di una laurea in pedagogia infantile e di una qualifica da docente che in alcuni episodi viene sfruttata sia per impartire lezioni a criminali (come Junior nell'episodio "Due da istruire") che nel liceo di Middleton sotto l'alter ego di "Miss Go".
Spesso Shego si trova a dover rimediare ai guai combinati dalla goffaggine di Drakken e a fargli quasi da baby sitter.
Nonostante il suo atteggiamento freddo e distaccato, non sono rare le occasioni in cui si è scomposta per l'eccitazione, la gioia, il nervosismo, l'ansia o anche la paura, dimostrando di non essere indolente e cinica come potrebbe sembrare. In alcune occasioni il suo comportamento si è anche dimostrato imprevedibile a causa di sbalzi d'umore e temporanee infatuazioni.
Un'altra fondamentale caratteristica di Shego è che, pur avendo più volte dimostrato di possedere quasi disprezzo per la vita umana, non ha mai ucciso nessuno ed è l'unica criminale ad essersi esplicitamente definita contraria all'idea di un omicidio, ennesima sfumatura di grigio nella personalità prevalentemente nera della donna. Il suo profondo disprezzo per la vita sembra manifestarsi più sotto forma di costante critica e ricerca di difetti nelle altre persone piuttosto che per psicopatia, insensibilità o mancanza di valore.
Shego è mostrata di frequente limarsi le unghie, tanto da renderlo un suo gesto caratteristico svolto con un atteggiamento a volte esibito in modo compulsivo, altre volte al fine di enfatizzare il proprio sarcasmo e disinteresse sia nei confronti dei propri alleati che dei propri nemici. Le sue posture nei momenti di riposo sono solitamente scomposte evidenziandone i suoi manierismi eccentrici e ribelli.
Nelle rare occasioni in cui si trova a ricoprire il ruolo di leader, Shego si dimostra inoltre perentoria nel sottoporre i suoi subordinati al proprio gusto estetico basato sull'alternanza di forme asimmetriche verdi e nere. Gag ricorrente consiste nel mostrarla continuamente critica nei confronti della moda di Middleton, unico punto sul quale riesce a competere con Kim nelle loro dinamiche di "botta e risposta" durante gli scontri. Kim infatti critica Shego per vestirsi sempre nello stesso modo cioè "da carnevale", mentre Shego critica Kim in quanto "schiava delle tendenze del momento" e priva di uno stile ben preciso.
In un episodio dichiara che la sua nazione preferita è l'Islanda mentre i suoi fiori preferiti sono la Ninfea, la Vaniglia, la Drosera e l'Ortensia.

### Aspetto fisico
Shego è una ragazza alta circa 1.75 metri, slanciata e agile, con un paio di attraenti occhi verdi felini e i capelli neri, spettinati, mossi, lunghi fin'oltre la schiena. Le labbra superiori sono molto marcate e generalmente adornate con un rossetto nero che ne evidenzia il malizioso sorriso asimmetrico. Il design del viso è ovale ma al contempo spigoloso, ed in netto contrasto con il fisico atletico e voluttuoso prettamente disegnato da linee curve.
Shego ha la pelle molto chiara e con una sfumatura tendente al verde a causa dell'incidente che le donò i suoi poteri. Indossa sempre una tuta aderente verde e nera con geometrie asimmetriche e guanti e stivali abbinati. Shego ha sfoggiato una vasta gamma di abiti differenti, ma sempre sulla falsariga della combinazione di colori del suo costume caratteristico.

## Biografia del personaggio

### Antefatti
Shego nasce a Go City, più di venti anni prima dell'inizio della serie. Dei suoi genitori non si sa nulla. Gli autori non hanno mai rilasciato alcuna informazione in merito a chi potessero essere i suoi genitori né si sono dimostrati sempre coerenti nel definire i suoi dati anagrafici (in alcuni episodi e dichiarazioni esterne si dice che il cognome reale della donna sia "Go" mentre in altri esso è parte del nome che è stato definito reale e non uno pseudonimo). Terzogenita della famiglia, nonché unica femmina, ha due fratelli maggiori, Hego e Mego, e due minori, i gemelli Wego. Ancora poco più che una bambina, mentre giocava coi fratelli nella loro casa sull'albero, viene irradiata dai raggi di una Cometa Arcobaleno precipitatavi sopra. Tale evento conferisce ad ognuno dei cinque bambini un diverso tipo di colorito della pelle ed un determinato superpotere; nel caso di Shego: l'emissione di energia.
Crescendo ed imparando a controllare le loro doti, i cinque fratelli decidono di metterle al servizio della giustizia, diventando una squadra di supereroi: il Team Go; che inizialmente la donna amava e che, proprio grazie ai suoi sforzi costanti riesce a sopravvivere nonostante la leggerezza con cui lo prendono gli altri membri ma che, successivamente, abbandona per via delle molteplici discordanze coi fratelli e per l'attrazione nutrita verso il "lato oscuro".
Le capacità organizzative di Shego, indispensabili per la squadra, portano al suo scioglimento dopo che questa l'abbandona; e di conseguenza ogni suo membro prende una strada differente.
Dopo aver lasciato la sua famiglia e la loro ricerca di giustizia, Shego diviene una mercenaria. Non è noto cosa le è accaduto nel periodo di tempo che intercorre tra l'aver intrapreso la nuova carriera criminale e l'inizio della serie, fatto sta che appare fin dal primo episodio come assistente del Dottor Drakken.

### Nella serie
Shego e Kim Possible si incontrano per la prima volta nel primo episodio della serie; in cui la ragazza sventa per la prima volta i piani di conquista dello scienziato. Tale evento dà inizio alla loro rivalità e la ragazza si troverà a dover affrontare Shego ogniqualvolta essa debba sventare i piani del dottore, ovvero per la maggior parte della serie.
In un'occasione, Shego si riunisce con i fratelli al fine di sconfiggere un loro vecchio nemico: Aviarius. La ricostituzione del Team Go ha però breve durata poiché Shego preferisce la sua nuova vita a quella da eroina.
Nel lungometraggio La sfida finale, Shego assiste Drakken nello svolgimento del suo piano perfetto, rimanendone, per la prima volta, sinceramente stupita; le macchinazioni dello scienziato sembrano infatti raggiungere l'agognato intento di dominazione, salvo poi venire fermate in extremis dall'eterna avversaria.
Dopo tale evento, Shego passa diverso tempo in prigione, per poi evadere parecchio prima di Drakken e godersi una vacanza fino all'evasione di quest'ultimo a seguito della quale torna a imperversare al suo fianco nel ruolo di nemesi di Kim.

### Epilogo
Nel finale della serie lei e Drakken si alleano con i protagonisti contro gli alieni Warmonga e Warhok, salvando il mondo dalla prossima distruzione. Così, salvando la situazione, Shego viene acclamata come eroina, tant'è che nella cerimonia nel finale dell'ultimo episodio si possono vedere i suoi fratelli tra il pubblico che acclamano lei e Drakken come salvatori del mondo.
Viene rivelato che, dopo tale evento lei e Drakken diventano una coppia.

## Poteri e abilità
Shego è estremamente astuta e dotata di grande intelligenza e abilità manipolativa, è un'esperta in vari campi di spionaggio, e le sue specialità sono il sabotaggio industriale, l'intercettazione, il pharming finalizzato a dirottamento di pagamenti internazionali, e l'infiltrazione. Talora si serve anche della sua bellezza fisica come arma di seduzione e depistaggio, ma la volubilità della donna in ambito sentimentale rende spesso imprevedibile e disordinato questo tipo di strategia che vede un facile successo solamente in una fase iniziale e superficiale. Infatti, sebbene la donna dimostri di possedere in modo naturale le classiche tendenze da "femme fatale" quando necessario per le operazioni di spionaggio, ogni volta che si sente trattata come un "oggetto" da parte di un uomo manda a monte tutto a causa del suo disgusto nei confronti del sessismo.
Shego è dotata di una grande atleticità: è una ginnasta provetta capace di muoversi ad una velocità tale da evitare i colpi di arma laser, i proiettili e qualsivoglia altro tipo di attacco rivoltole contro. Shego è in grado di compiere balzi dall'altezza molto superiore ai due metri, di muoversi a mezz'aria e di replicare correttamente i movimenti altrui oltre che di anticipare quelli avversari. Oltretutto è straordinariamente dotata anche nel combattimento corpo a corpo e nella lotta in generale; conosce infatti tutti i tipi di Kung Fu conosciuti da Kim, ovvero 16 tipologie; e svariate altre discipline marziali; tra cui la lotta greco romana e il Tai Chi. Ha più volte dimostrato di saper affrontare anche più di un avversario alla volta e senza guardarsi alle spalle; inoltre non ha problemi a fronteggiare anche avversari con una massa muscolare superiore alla sua sfruttando la loro prestanza a suo vantaggio. Shego difficilmente perde un combattimento corpo a corpo: solo Warmonga è riuscita a batterla, ma l'unica avversaria umana che le tenga testa è Kim.
A causa dell'esposizione alle radiazioni della Cometa Arcobaleno Shego è dotata di un superpotere: la capacità di emettere dalle mani dell'energia corrosiva simile a fuoco ma di colore verde. Questa energia può essere impiegata in più modi, ad esempio per riscaldare, ustionare o fondere qualsiasi cosa tocchi o come attacco diretto usufruendone in maniera simile ad un laser di precisione; altra applicazione è quella di concentrarla nelle mani come una sorta di sfera e successivamente lanciarla contro l'avversario, o ancora mantenerla nelle mani per potenziare il potere distruttivo dei suoi colpi; che è l'utilizzo di cui si serve più di frequente. Altra applicazione è servirsene come una sorta di scarica elettrica, la quale successivamente al rilascio, appena entra in contatto con una superficie provoca una esplosione. Shego, comunque, può emettere energia solo dalle mani e perciò fino alla prima rivelazione sul suo passato i fan ipotizzavano fosse merito dei guanti da lei indossati.
Questa abilità la ostacola tuttavia nel cucinare. Quando cerca di ricambiare la gentilezza e la gratitudine all'ospitalità che i genitori di Kim le offrono infatti si copre di imbarazzo nel momento in cui cercando di abbrustolire i toast finisce per bruciare la loro cucina. A causa di ciò i familiari di Kim le consiglieranno di utilizzare solamente il microonde.
In aggiunta all'emissione d'energia, Shego sembra disporre di una resistenza sovrumana che le permette di sopravvivere anche in situazioni che probabilmente risulterebbero mortali per una persona normale, potere condiviso per altro con Drakken. I due si trovano spesso su luoghi di esplosioni, covi in fiamme, palazzi che crollano su loro stessi, il tutto senza portare il minimo graffio. Tale capacità, mai adeguatamente esplorata, viene mostrata in modo esplicativo quando nel lungometraggio La sfida finale, Shego viene scaraventata contro i circuiti elettrici di una torre di segnalazione, la quale poi le crolla addosso e, nonostante l'elettroshock e i detriti metallici piombatile sopra, riemerge dalle macerie con qualche vestito strappato, i capelli un po' scombinati e un rigolo di sangue sulla guancia.
Rispetto a Drakken e agli altri criminali della serie Shego è anche quella con la maggiore resistenza all'attività fisica diluita nel tempo, è l'unica a conservare l'energia fisica iniziale anche dopo lunghe corse, battaglie, scalate o sforzi fisici prolungati di altro tipo.
Shego non fa mai uso di armi tecnologiche o dispositivi particolari, ma i suoi guanti sono dotati di artigli metallici affilati come rasoi sulla punta di ogni dito. Tuttavia, nell'episodio speciale Viaggio nel tempo (A Sitch in Time) Shego si serve di una produzione mondiale di intelligenze artificiali da lei progettata al fine di garantire il funzionamento della società distopica da lei fondata.

## Altre versioni
- Durante la terza parte dell'episodio speciale Viaggio nel tempo (A Sitch in Time), viene presentata una versione futura di Shego chiamata l'Essere Supremo (The Supreme One)[21]; tali vesti rendono Shego l'unica antagonista che sia mai riuscita a conquistare il mondo.
Utilizzando la "Tempus Simia", un idolo mistico con il potere di creare portali attraverso il tempo, Shego, dopo aver incontrato la versione futura di se stessa, riesce a conquistare la Terra avviando fondi d'investimento con società destinate al successo e, soprattutto, separando Kim e Ron indirizzando i genitori di Ron in un'azienda norvegese in seguito a un'infiltrazione nell'ambasciata della Norvegia, e rendendo così il Team Possible meno efficace. Nel distopico futuro del lungometraggio, ella stabilisce la sua capitale a Middleton, ribattezzandola "Shegoton", e trasforma il "Club Banana" nel "Club Shego". La despota sottomette tutti, compresi gli altri cattivi, e, a parte un gruppo di ribelli, ognuno è costretto a vestirsi con capi d'abbigliamento ispirati alla sua tuta verde e nera.
Questa versione di Shego appare fisicamente identica a quella presente, salvo che per i capelli brizzolati sulle tempie, l'outfit più simmetrico e provvisto di un mantello; tuttavia, è dipinta come molto più crudele e non presenta nessuna delle sfumature di bontà mostrate nel suo carattere abituale; inoltre, impiega i suoi servitori per combattere i nemici anziché farlo in prima persona e impone ai sudditi maschi un quotidiano esercizio fisico studiato per far sviluppare in loro un'esagerata muscolatura pettorale (primo tra tutti Drakken) così da poterli sfruttare come guardie del corpo. A seguito della sconfitta subita contro i Kim e Ron del presente grazie alla complicità con i Monique e Wade del futuro tuttavia, tale linea temporale viene azzerata.
- Nell'episodio L'invertitore di polarità, viene presentata una versione alternativa di Shego dalla personalità invertita a causa di un macchinario simile a quello visto nella puntata Ragazzaccio. Da perfida super criminale mercenaria, ella diviene dunque la mite e dolce Miss Go, insegnante della scuola superiore di Middleton, benvoluta da tutti per il suo carattere buono e la sua gentilezza. In tali vesti ella stringe un profondo rapporto di amicizia con Kim, che arriva a definirla come una "sorella maggiore". Inoltre, per salvare i suoi fratelli dal controllo della super criminale Elettronica, Shego riprende il suo vecchio ruolo di supereroina insieme al Team Possible, ma, alla fine dell'episodio, Ron, più o meno sbadatamente, la riporta alla sua personalità più abituale, in seguito a cui tornerà a imperversare come nemesi di Kim (mantenendo tuttavia un buon rapporto sia con suo padre che con il preside della sua scuola).

## Relazioni con gli altri personaggi

### Rapporti con la famiglia
Shego ha quattro fratelli: Hego, Mego e i due gemelli Wego, tutti dotati di particolari superpoteri a causa dell'esposizione alle radiazioni della Cometa Arcobaleno. Un tempo, insieme formavano il Team Go, una squadra di supereroi intenti a proteggere Go City dai criminali.
Shego dimostra un grande risentimento nei confronti dei suoi fratelli trovando i loro atteggiamenti incompetenti e irritanti, d'altra parte essi sembrano non far caso al suo cambio di schieramento dalla parte dei malvagi e continuano a considerarla loro sorella.
Inizialmente Shego amava il Team Go e pare, ironicamente, che senza la sua presenza esso non possa ottenere nessun tipo di risultato.
Sebbene Shego sostenga di detestare i suoi fratelli; essa in realtà dimostra un profondo senso di affetto e protezione per loro, come sottolineano sia Kim che Drakken; anche se lei si rifiuta di ammetterlo.

### Rapporti di rivalità
- Kim: La sua maggior rivale nonché controparte buona. Nonostante il loro rapporto di odio reciproco sono molto professionali nella loro rivalità ed il vicendevole senso dell'onore le portano a nutrire un certo rispetto l'una per l'altra[8]; sebbene i loro dialoghi somiglino spesso a quelli che Kim ha con Bonnie; infatti spesso Shego la tratta come una bambina, insultandola in modo provocatorio anche riguardo al suo aspetto o al suo guardaroba suscitando sempre un "botta e risposta" durante i loro duelli, chiamandola "Kimmie" o con soprannomi come "principessa" (Princess), "zucca" (Pumpkin) o "pasticcino" (Cupcake), e "rubandole" i ragazzi verso i quali Kim mostra interessi affettivi. La rivalità già presente tra i due personaggi nacque come fredda e professionale ma prese una piega più personale a partire dal sesto episodio della prima stagione quando Kim non riesce a convincere i suoi genitori a comprarle una giacca di pelle verde all'ultima moda. Frustrata dal fatto che in quel momento il colore verde amato dalla nemica stesse andando molto di moda Kim cerca di lavorare il più possibile per potersi mettere i soldi da parte in modo da comprare il modello unico con le proprie sole forze, per poi scoprire che Shego lo aveva comprato (o meglio rubato) prima di lei. Le due hanno molte cose in comune e in più episodi è stato insinuato che se non avessero scelto schieramenti diversi sarebbero potute essere amiche[2]. Quando Shego ha subito per la prima volta l'effetto dell'Attitudinator diventando temporaneamente gentile, ha effettivamente stretto un'intima amicizia con Kim arrivando perfino a sostituirsi a Ron e visitando insieme a lei musei, mostre d'arte e boutique di moda, fino a ricomprarle una borsa che Kim aveva perduto. Inoltre, anche dopo essere tornata alla sua "fase malvagia", Shego ha perfino salvato la vita a Kim da altri nemici come Warmonga e Aviarius, definendosi l'unica persona in diritto di poterle fare o non fare del male.
- Warmonga: In un episodio l'aliena ruba il posto di lavoro a Shego come assistente di Drakken, cosa che provoca le ire della donna in verde e nero, che sembra prenderla decisamente sul personale, tanto da allearsi con Kim per sconfiggerla[8]. Dopo le rivelazioni dell'episodio finale, pare evidente che il motivo della sua rabbia fosse la gelosia verso Drakken.
- Electronique: La supercriminale bionica dell'est Europa è stata la prima acerrima nemica di Shego e dei suoi fratelli quando ancora era un'eroina. Allo stesso tempo Electronique costituisce il principale motivo per cui, mentre combatteva il male ancora da piccola, Shego cominciò a nutrire una crescente attrazione nei confronti del lato oscuro durante la sua affiliazione al Team Go. Il ritorno vendicativo di Electronique durante la serie costituisce il motivo principale (per via dell'High-Tech dell'Attitudinator) per cui Shego è soggetta a continui sbalzi d'umore nella seconda metà della serie, alternando momenti di estrema gentilezza a momenti di estrema perfidia.

### Rapporti di simpatia
- Bonnie Rockwaller: Bonnie ha un carattere per certi versi simile a Shego, seppur più infantile e immaturo. Entrambe condividono lo stesso spirito di competitività nei confronti di Kim, sebbene Bonnie lo faccia per semplice rivalità adolescenziale, mentre Shego per motivi "lavorativi". In diverse occasioni, a volte volontariamente e a volte involontariamente, Bonnie si è resa complice di Shego nell'aiutarla a ostacolare Kim nelle sue missioni o semplicemente a farle dei dispetti (come metterla in imbarazzo di fronte a ragazzi che le piacevano o rubando i capi di abbigliamento più esclusivi del "Club Banana" prima che lei potesse acquistarli). Per questo motivo, Shego deciderà di assumere Bonnie come assistente personale nell'episodio "Viaggio Nel Tempo", in cui una Bonnie adulta sarà la responsabile del centro di brainwashing nell'impero distopico fondato da Shego.

- Camille Leon: Nel corso della quarta stagione Shego stringe un'alleanza con la designer Camille Leon, la quale, affascinata dal senso estetico della supercriminale, deciderà di ingaggiarla nella ricerca di modelle, fotografi, cantanti e altri personaggi del mondo dello spettacolo. Nonostante Shego nutra una simpatia autentica nei confronti di Camille, si approfitterà dell'occasione per cercare di distrarre Kim da una missione in cui era coinvolto Drakken facendole arrivare una proposta di lavoro come modella per gli show di Camille. Il piano tuttavia non andrà a buon fine poiché lo zaino di Kim in quel momento era stato preso in prestito da Monique, e dunque sarà quest'ultima a presentarsi all'evento al suo posto.

- Lord Monkey Fist: Shego collabora con Monkey Fist in un episodio al fine di impadronirsi della "Scimmia del Tempo". Inoltre i due condividono il medesimo stile di combattimento e in alcune occasioni combattono insieme contro Kim. Nonostante la donna lo reputi tanto "strambo" e "rimbambito" quanto Drakken e Killigan, nel suo caso almeno ne apprezza molto il senso di umorismo in quanto tipicamente inglese.

### Rapporti sentimentali
- Motor Ed: Il cugino di Drakken. Esso dimostra subito una forte attrazione fisica nei confronti di Shego, che definisce "piena di magia verde". Essa tuttavia lo respinge più volte anche in maniera violenta, definendolo sporco, rozzo e sessista[5][10].
- Steve Barkin: Il preside della scuola di Kim. Nei panni di Miss Go, essa viene assunta come insegnante ed incomincia una relazione breve ma intensa con lui, che lei stessa terminerà ritornata al suo carattere più abituale[2].
- Señor Senior Jr.: Uno dei pochi personaggi che ha saputo guadagnarsi il rispetto di Shego. Señor Senior Sr. assume Shego per insegnare al figlio l'arte della malvagità[22]. Anche se all'inizio ci sono state delle complicazioni, Junior ha dimostrato di essere un allievo capace e Shego una brava istruttrice. Il loro rapporto si basa su una dinamica di rispetto insegnante-studente, o addirittura madre-figlio. Shego è insolitamente cooperativa e paziente con Junior, con cui mette in evidenza un suo lato addirittura "materno", ma proprio per questo, fra i due non vi è alcun legame romantico. Gli autori della serie spiegano che nonostante Senor Senior Jr. rappresenti il tipo estetico di ragazzo ideale per i gusti di Shego, la donna lo ritiene troppo immaturo e infantile per poter instaurare con lui una relazione sentimentale, motivo per cui sfogherebbe l'attrazione fisica nei suoi confronti tramite un impegno insolitamente zelante nell'attività di insegnamento criminale su di lui, quasi diventando una "figura materna" nonostante tra i due ci siano solo pochi anni di differenza.
- Martin Smarty: Durante un'alleanza tra Drakken e Lucro Parsimonia, Shego ebbe l'ingrato compito di distrarre il direttore miliardario e corrivo dello "Smarty Mart" mentre i due vi si introducevano per rubare un dispositivo utile ai piani del Dottore. Martin Smarty prova subito una forte attrazione per Shego che, sebbene inizialmente dimostri di non sopportarlo, si trova poi gradualmente sedotta dall'enorme patrimonio monetario dell'uomo e dal suo corteggiamento spedito, tanto che arriva quasi a baciarlo all'insaputa di Drakken, per poi andarsene via infastidita dalle parole del figlio dell'uomo, Artie, appena la chiama: «Nuova mamma»[16].

### Rapporto con Drakken
Il Dottor Drakken è il principale datore di lavoro di Shego, e tra i due vi è il rapporto più complesso di tutto la serie animata. Proprio come Kim e Ron, anche Drakken e Shego hanno caratteri quasi completamente opposti; ma se Kim e Ron, di natura buona, riescono farsi forza l'un l'altra, laddove uno necessita dell'altra, Drakken e Shego, essendo di natura malvagia, non riescono a trovarsi quasi mai d'accordo ognuno convinto di aver ragione sull'altro, e anche se a seconda dell'episodio o della situazione il modo in cui i due si trattano varia notevolmente generalmente i loro caratteri sono costantemente in contrasto; Shego, infatti, non è esattamente l'assistente dello scienziato ma una mercenaria e dunque non è fedele al dottore più di quanto non lo sia ai suoi altri clienti; la natura sarcastica e sofisticata della donna la porta a far notare continuamente i punti deboli nei piani di Drakken, o le sue idiosincrasie da scienziato pazzo; come ad esempio l'utilizzo di frasi stereotipate o grammaticalmente scorrette, nomi troppo complicati per i suoi macchinari, l'incapacità nell'eseguire lo spelling corretto di codici o nomi di clienti, il parlare a voce alta dei suoi piani, utilizzare rampe e scivoli meccanici al posto delle scale e l'eccessiva astrusità dei suoi piani. Spesso Shego è talmente infastidita dagli atteggiamenti dello scienziato da chiamarlo con nomignoli o canzonarlo per ogni volta che i loro caratteri contrastano; raramente, infatti, essa rimane colpita dal veder fallire i piani del dottore poiché ne prevede facilmente la fine. 
Quando la collaborazione tra i due cominciò Shego nutriva un certo rispetto per Drakken ma in seguito il suo atteggiamento diventò sempre più irrisorio e per Drakken divenne progressivamente più difficile tacitarla. Nel lungometraggio La sfida finale, tuttavia, è dimostrato che se Drakken e Shego riescono a passare sopra i loro diverbi e a giocare di squadra per un obiettivo comune, possono davvero diventare una minaccia seria per il mondo e per il Team Possible: in quell'episodio, Drakken congegna un piano perfetto e Shego è ben contenta di vedere il suo piano funzionare, ragion per cui l'intesa fra i due riesce quasi a dare il risultato sperato, salvo venire sconfitti all'ultimo dall'eterna avversaria. Questo, però, dimostra che se i due collaborassero di più riuscirebbero tutte le volte a tenere testa a Kim, ma i loro continui diverbi, i battibecchi, e i perenni contrasti minano i piani di Drakken che fondamentalmente falliscono ancora prima di essere messi in atto, il che rende il compito più facile alla squadra di Kim.
Shego è universalmente ritenuta più perfida di lui, se non altro perché più determinata e impulsiva, e sebbene non lo dica, pensa che un vero capo dovrebbe anche saper combattere, ragion per cui è sempre molto pungente riguardo ai punti deboli di Drakken, spesso diventando anche ingiustamente crudele nei suoi confronti ma, come spiegato dal Hego, la sorella non lo fa appositamente ma le viene naturale poiché la sua è: «una bocca eccentrica, intelligente e pungente; troppo incline a enfasi violenta». 
Shego e Drakken dimostrano spesso di non sopportarsi vicendevolmente, litigando quinci e quivi, ma che tuttavia è una delle fonti di maggiore ilarità dello show. Durante i loro contrasti, spesso la personalità di Shego è dominante e mentre la donna si sente libera di trattare Drakken come meglio crede, qualora sia il dottore a rivolgerle osservazioni offensive o critiche, ella reagisce in maniera piuttosto violenta e sproporzionata. In alcuni episodi arrivano anche a picchiarsi, sebbene lo scontro volga sempre in vantaggio della donna.
Dato tutto questo, ad uno sguardo apparente, può sembrare che i due si detestino: ma invece, nonostante tutto ciò, viene fatto intuire da diversi indizi collocati nella trama che i due siano in realtà molto affezionati l'una all'altro: nonostante i loro diverbi, i loro litigi e le loro numerose sconfitte, Shego rimane sempre al fianco di Drakken ed ha per lui una premura che non mostra per nessun altro, considerandolo il suo "cliente preferito", sebbene non lo dica mai apertamente. Dunque, il vero motivo per cui Shego non abbandona il dottore è la simpatia che nutre nei suoi confronti e inizialmente il divertimento che le provoca vederlo fallire, ma nonostante ciò si mostra anche felice e piacevolmente sorpresa dei successi di Drakken, inoltre si prende cura di lui quando sta male e normalmente esegue i suoi ordini senza lamentarsi troppo, facendo la "preziosa" solamente in caso voglia un aumento o una vacanza. Dal canto suo Drakken asseconda la donna ogni volta che essa decide di andarsene accontentando le sue richieste in ogni modo possibile, spesso si mostra davvero felice di vederla tornare spontaneamente sui suoi passi ed accetta di buon grado il trattamento da scolaretto che ciclicamente gli impartisce quando eccede nei suoi atteggiamenti; in un episodio il dottore addirittura afferma di considerare Shego parte della sua "famiglia malvagia", mentre in un altro episodio la signora Lipsky esortando il figlio a "sistemarsi" con una donna indica Shego, cosa che fa arrossire e imbarazzare entrambi. La prima avvisaglia di affetto più sviluppato tra i due si percepisce nell'episodio "Cambiamenti di umore" dove Shego, con addosso un chip di controllo dell'umore, si innamora perdutamente di Drakken; anche se era frutto di un congegno di controllo, le frasi di Kim e Ron alla fine dell'episodio fanno trasparire che i sentimenti che il controlla-umore gestiva potevano non essere del tutto falsi. A riprova di questo, nella quarta stagione, Shego si mostra sempre oltremodo gelosa degli altri collaboratori di Drakken, come Warmonga e Lucro Parsimonia, ma cerca di negare a tutti i costi la gelosia sul piano personale, ammettendo però implicitamente almeno la gelosia sul piano lavorativo. Cosa visibilmente non vera dato l'ampio numero di clienti posseduti da Shego e il ristretto numero di clienti posseduto da Drakken. Infatti, nell'episodio "Ron il temporeggiatore", viene rivelato che Shego è al fianco di Drakken dal lunedì al venerdì, e nei weekend ella non lavora: per cui, si può facilmente intuire che Drakken sia in realtà il suo vero e quasi unico datore di lavoro, e solo occasionalmente si vede Shego affiancare altri cattivi della serie. Tutto ciò, ha accresciuto il loro rapporto con il tempo e il vero motivo per cui Shego si arrabbia nel vedere Drakken insieme ad altri assistenti (specialmente quando sono donne) è la gelosia. La quarta stagione della serie si apre con l'evasione di Shego dal carcere per opera di Motor Ed. Per questo motivo Shego lavorerà da braccio destro per Motor Ed, poi per Senor Senor Junior, e infine per Camille Leon, mentre Drakken viene lasciato in prigione. Drakken cova un sentimento di rabbia in quanto ritiene ingiusto che Shego sia stata fatta evadere prima di lui, motivo per cui appena riesce ad evadere sostituirà Shego con Warmonga al fine di suscitare la gelosia in lei, nel voler dimostrare che "Warmonga è una complice verde migliore sia nel lavoro che fuori dal lavoro".
Tuttavia, l'idolatrazione di Warmonga nei confronti di Drakken è il frutto di un fraintendimento e non di un reale accordo, per cui nel finale della serie, quando Drakken viene rapito da una Warmonga furente, Shego corre a salvarlo e dimostra per la prima volta un vero sentimento di affetto disinteressato nei confronti dell'uomo, il quale viene notato anche da Kim. L'alchimia fra Drakken e Shego funziona poi quando Drakken escogita un piano perfetto per salvare il mondo dagli alieni; ella è felicissima nel vedere il successo di Drakken e fra i due nasce qualcosa. Quando Drakken riceve l'onorificenza dal governo per aver salvato il mondo, Shego è al suo fianco durante la cerimonia, con indosso un abito da sera, i due si lanciano uno sguardo piuttosto eloquente e sorridono dolcemente, poi la pianta controllata mentalmente da Drakken li avvicina cingendo la vita a entrambi in una sorta di abbraccio rivelatore del loro sentimento d'amore nascosto.
Infatti, come dichiarato da Steve Loter, i due divengono una coppia dalla fine della serie e la loro relazione durerà nel tempo.